# 中西勝也
中西 勝也（なかにし かつや、1960年 - ）は、日本の実業家。三菱商事取締役社長兼CEO。

## 人物・経歴
大阪府出身。1985年（昭和60年）東京大学教養学部卒業、三菱商事入社。 2016年執行役員、22年から現職。 電力部門の出身で、電カインフラの輸出や再生可能エネルギーの開発事業に長年携わってきた。